# Kerpelykolonie
Die Kerpelykolonie, auch Kerpelysiedlung, ist eine Wohnsiedlung in der obersteirischen Bezirkshauptstadt Leoben im Stadtteil Donawitz. Sie stammt aus dem ersten Viertel des 20. Jahrhunderts.

## Baugeschichte
Die Siedlung wurde nach den Plänen des Architekten Alfred Keller 1922 fertiggestellt. Die an der Kerpelystraße gelegenen Gebäude wurden von 1907 bis 1913 errichtet, die restlichen Bauten erst in den anfänglichen 1920er-Jahren. Die Kerpelykolonie wurde wie die umliegenden Siedlungen (etwa an der Pestalozzistraße) für den großen Zustrom an Arbeiterfamilien gebaut.
Die Siedlung sollte eine Mischung aus Massenwohnbau und Gartenbereichen darstellen. Das Projekt hätte nach den Plänen des Architekten wesentlich größer werden sollen, wurde allerdings aus Kostengründen nicht vollständig verwirklicht.

## Lage und Verkehr
Die Siedlung liegt nächst dem Hüttenwerk Donawitz an der Kerpelystraße (Landesstraße L134, nunmehrige Gemeindestraße). Siedlung wie Straße sind benannt nach dem Montanisten Anton Kerpely von Krassai (1866–1917), der sich unter anderem um den Ausbau des Donawitzer Hüttenwerks verdient gemacht hatte. Wohnstraßen sind die Erzstraße und die Stahlstraße. Die Kerpelykolonie ist heute umgeben von weiteren Siedlungsbauten, nächstgelegen ist das Siedlungsgebiet Im Tal.
Das Wohngebiet ist mit städtischen Buslinien zu erreichen.